# 曳絲笛鯛
曳絲笛鯛，又稱絲條長鰭笛鯛、絲鰭笛鯛，俗名赤筆仔，為輻鰭魚綱鱸形目鱸亞目笛鯛科的其中一個種。

## 分布
本魚分布於西太平洋區，包括琉球群島、台灣、中國東海、南海、菲律賓、印尼、越南、澳洲、新幾內亞、馬里亞納群島、密克羅尼西亞、諾魯、帛琉、所羅門群島、馬紹爾群島等海域。该物种的模式产地在苏拉威西岛。

## 深度
水深1至50公尺。

## 特徵
本魚體呈橢圓形，側扁而高。吻長。眼小；眼前有一深槽。口中大；下頜突出於上頜；上頜骨末端延伸至眼中部的下方。上下頜骨具帶狀齒，外列齒擴大，前方數齒呈犬齒狀；鋤骨、腭骨及舌面均無齒。前鰓蓋骨具鱗，後緣具鋸齒。眶間隔凸起，唯鈍圓而不陡；背鰭第四至第七軟條延長為絲狀，硬棘部低於軟條部。未成年魚體側有許多細藍色條紋。但本魚成熟後，黃色條紋褪去不顯而有紅色的橫帶。體被中大櫛鱗；背鰭及臀鰭上多少被鱗；側線完全，鱗列數52至55枚。背鰭硬棘10枚，較軟條短；軟條15至16枚，呈高立的三角形，幼魚時，3至6枚軟條延長如絲狀；臀鰭硬棘3枚，軟條9枚，與背鰭軟條部相對；胸鰭略短於頭長；尾鰭凹形。體長可達100公分。

## 生態
為肉食性魚類，以小魚、甲殼類為食。平時在礁區之砂底覓食或隱藏在洞穴中。

## 經濟利用
肉可食，可油煎後沾椒鹽食用，紅燒、碳烤亦可。

## 外部連結
- 台灣魚類資料庫 （页面存档备份，存于）